# Codó
Codó, amtlich portugiesisch Município de Codó, ist eine Stadt im brasilianischen Bundesstaat Maranhão. Sie hatte im Jahr 2010 etwa 118.000 Einwohner. Die Bevölkerung wurde zum 1. Juli 2020 auf 123.116 Einwohner geschätzt, die auf einer Fläche von rund 4361 km² leben. Sie werden Codoenser (codoenses) genannt.
Die Entfernung zur Hauptstadt São Luís beträgt 290 km. Umliegende Gemeinden sind im Norden Timbiras, Coroatá, Chapadinha, im Westen Peritoró, im Süden Governador Archer, São João do Soter, im Osten Caxias und Aldeias Altas.
Die Bevölkerung in Codó ist überwiegend katholisch. Außerdem hat die Stadt viele protestantische Anhänger und eine beträchtliche Anzahl Religionen afrikanischer Herkunft.
Wichtige Stadtteile der Stadt Codó sind: Bairro Codó Novo (Neu-Codo), São Sebastião, São Franciso, Trizidela and Centro.
Wichtige Firmen aus Codó: Empresa FC Oliveira, Grupo Gomes, Grupo Figueiredo.
Codó liegt 300 km südlich von São Luís, der Hauptstadt Maranhãos. Die Stadt ist erreichbar durch die Bundesstraße BR-316.
Codó verfügt über einen kleinen Flughafen (Aeroporto de Codó), der seit langem nicht mehr in Betrieb ist, aber dennoch ein Ort ist, den die Codoenser für sportliche Aktivitäten benutzen.
Die Politik in der Stadt wird seit langem von nur zwei Interessengruppen bestimmt. Die eine Gruppe wird von dem reichsten Mann der Stadt, Francisco Carlos de Oliveira, geführt, die andere von der Familie Figueiredo.
Codó verfügt über viele katholische Kirchen. Die Igreja (Kirche) Santa Teresinha, im Stadtteil Codó Novo, die Igreja São Sebastião, im Stadtteil mit demselben Namen, Igreja São Franciso, São Raimundo und Igreja da Matriz.
Die Anhänger des Protestantismus gehen zur Assembleia de Deus, Igreja Batista u. a.

## Söhne und Töchter der Stadt
- José Carlos Melo (1930–2017), römisch-katholischer Ordensgeistlicher, Erzbischof von Maceió
- França (* 1976), Fußballspieler
- Jonatan Ferreira Reis (* 1989), Fußballspieler
- Rodrigo Maranhão (* 1992), Fußballspieler